# Richmond (condado de Sagadahoc)
Richmond es un lugar designado por el censo ubicado en el condado de Sagadahoc en el estado estadounidense de Maine. En el Censo de 2010 tenía una población de 1.760 habitantes y una densidad poblacional de 95,56 personas por km².

## Geografía
Richmond se encuentra ubicado en las coordenadas 44°6′20″N 69°48′42″O / 44.10556, -69.81167. Según la Oficina del Censo de los Estados Unidos, Richmond tiene una superficie total de 18.42 km², de la cual 18.42 km² corresponden a tierra firme y (0%) 0 km² es agua.

## Demografía
Según el censo de 2010, había 1.760 personas residiendo en Richmond. La densidad de población era de 95,56 hab./km². De los 1.760 habitantes, Richmond estaba compuesto por el 97.27% blancos, el 0.4% eran afroamericanos, el 0.34% eran amerindios, el 0.4% eran asiáticos, el 0% eran isleños del Pacífico, el 0.28% eran de otras razas y el 1.31% pertenecían a dos o más razas. Del total de la población el 1.08% eran hispanos o latinos de cualquier raza.